# ハテナサテナ
『ハテナサテナ』は、ハドソンより2001年10月4日に発売されたゲームボーイアドバンス用パズルゲーム。

## 概要
お絵かきロジックに「カラボルール」という色の要素が追加したパズルゲーム。エディット機能も搭載しており、通信ケーブルで作成問題のやりとりが可能。
キャラクターデザインは『ウゴウゴルーガ』、『スーパーミルクちゃん』や電気グルーヴの楽曲「Nothing's Gonna Change」のPVを手掛けた田中秀幸が担当している。
ハドソンの育成散歩計「てくてくエンジェル」やNINTENDO 64用ソフト『ゲッターラブ!! ちょー恋愛パーティーゲーム』などとコラボした問題が登場するスペシャルな要素も存在する。
田中秀幸が手掛けているファッションブランド「super lovers（スーパーラヴァーズ）」とのコラボ問題も収録されている。

## ストーリー
国家最高機密組織、宇宙人偵察精鋭部隊SCRPU（通称スクルプ）は密かに地球にやって来た宇宙人の所在をつかんだ。SCRPUのメンバーであるキミは一般人を装い宇宙人とコンタクトをとり、彼らの目的を探り、地球に害を及ぼすものであった場合は速やかに阻止するという任務を負っている。失敗は許されない、地球の命運はキミの腕にかかっている。

## ルール
縦横のヒントは各色のマスの数を現わしているが総数であり、連続か飛び飛びであるかは解らない。なお、塗りつぶしたマスが正解であった場合はヒントの数字が減っていく。
オートドロー
塗ったマスの周囲が同じ色であった場合、自動で塗りつぶされる連鎖機能。

## キャラクター
- グレコ - 病原菌に侵された故郷の惑星「グレグラ」を救うため、ワクチンを探しに地球にやって来た宇宙人。一人称はポク[1]。
- アズアブ - 地球を征服しようとしている凶悪な宇宙人。宇宙ポリスに追われている[注 1]。グレイトベリーが大好物。
- デーヂィ - アズアブが連れているお化けのようなキャラクター。チャプター3で出題される問題内容からぬいぐるみであると推察される。
- ネギ - 父親に仕組まれた政略結婚が嫌で、地球に逃げてきたとある星のプリンセス。プレイヤーに一目惚れする。
- メタトロン - 自称「神の代理人」。来るべき審判の日のために人間の行動を見定め、記録するために地球にやって来た。その行いによっては永遠の命を与えるはずであったが、物忘れが激しく見たもの聞いたものや、自身の役目を忘れていってしまう。
- モタリ - 宇宙人偵察精鋭部隊SCRPUの司令官。SCRPUのメンバーであるプレイヤーに宇宙人偵察任務を命じる。
- ポリアンナ - 国家最々高機密組織「宇宙ポリス」の女の子。
- サンダルフォン

## 関連作品
- てくてくエンジェル - 問題によっては「てくてくエンジェル」のキャラクターが登場する。
- ゲッターラブ!! ちょー恋愛パーティーゲーム - ディレクター、ゲームデザイナーが本作と同一であり、問題によっては「ゲッターラブ!!」のCGも登場する。